# Garoé
Garoé este o arie protejată (arie specială de conservare — SAC, sit de importanță comunitară — SCI, arie de protecție specială avifaunistică — SPA) din Spania întinsă pe o suprafață de 1.120,07 ha, integral pe uscat.

## Localizare
Centrul sitului Garoé este situat la coordonatele 27°47′49″N 17°56′41″W / 27.797°N 17.9448°V.

## Înființare
Situl Garoé a fost declarat arie de protecție specială avifaunistică în octombrie 2022 pentru a proteja 1 specie de plante și 4 specii de animale. Alte tipuri de protecție:
- sit de importanță comunitară (în octombrie 1999)
- arie specială de conservare (în ianuarie 2010)[1][3][4]

## Biodiversitate
Situată în ecoregiunea , aria protejată conține 2 habitate naturale: Pante stâncoase silicioase cu vegetație casmofită, Pajiști macaroneziene cu vegetație endemică.
La baza desemnării sitului se află mai multe specii protejate:
- plante (1): Vandenboschia speciosa
- păsări (4): uliu păsărar (Accipiter nisus granti), Columba bollii, Fringilla coelebs ombriosa, turturică (Streptopelia turtur)